# Stàrovarvàrovka
Stàrovarvàrovka (en rus: Староварваровка) és un poble del krai de Primórie, a l'Extrem Orient de Rússia, que en el cens del 2010 tenia 565 habitants.